# Orthonops johnsoni
Orthonops johnsoni  (лат.) — вид мелких пауков рода Orthonops из семейства Caponiidae. Северная Америка: США (Калифорния).

## Описание
Длина самцов до 2,74 мм (самки немного крупнее — до 3,23 мм). Имеют только 2 глаза. Имеют вентральный полупрозрачный киль на переднем метатарзусе и сильно редуцированную полупрозрачную мембрану между метатарзусом и лапкой передней пары ног.
Вид Orthonops johnsoni был впервые описан в 1995 году американским арахнологом профессором Норманом Платником (Norman I. Platnick; Американский музей естественной истории, США) вместе с Orthonops zebra и назван в честь С. Джонсона (S. C. Johnson), одного из коллекторов типовой серии. Таксон Orthonops johnsoni включён в состав рода Orthonops Chamberlin, 1924 (вместе с Orthonops gertschi, Orthonops giulianii, Orthonops icenoglei, Orthonops lapanus, Orthonops overtus и другими).